# 巴克兰 (阿拉斯加州)
巴克兰（英語：Buckland），是美国阿拉斯加州的一座城市。该市的人口在2000年为406人，2010年有416人。人口在阿拉斯加州排行第67。